# Saint-Christaud, Gers
Saint-Christaud är en kommun i departementet Gers i regionen Occitanien i sydvästra Frankrike. Kommunen ligger i kantonen Montesquiou som tillhör arrondissementet Mirande. År 2022 hade Saint-Christaud 63 invånare.

## Befolkningsutveckling
Antalet invånare i kommunen Saint-Christaud
Referens:INSEE